# Сан-Валентин (Риу-Гранди-ду-Сул)
Сан-Валентин (порт. São Valentim)  —  муниципалитет в Бразилии, входит в штат Риу-Гранди-ду-Сул. Составная часть мезорегиона Северо-запад штата Риу-Гранди-ду-Сул. Входит в экономико-статистический  микрорегион Эрешин. Население составляет 3732 человека на 2006 год. Занимает площадь 154,187 км². Плотность населения — 24,2 чел./км².

## История
Город основан 17 февраля 1959 года. 

## Статистика
- Валовой внутренний продукт на 2003 составляет 39.205.707,00 реалов (данные: Бразильский институт географии и статистики).
- Валовой внутренний продукт на душу населения на 2003 составляет 10.039,87 реалов (данные: Бразильский институт географии и статистики).
- Индекс развития человеческого потенциала на 2000 составляет 0,766 (данные: Программа развития ООН).